# Philip Showalter Hench
Pour les articles homonymes, voir Showalter.
Philip Showalter Hench (28 février 1896 à Pittsburgh, Pennsylvanie, États-Unis - 30 mars 1965 à Ocho Rios, Jamaïque) est un médecin américain qui a partagé avec Edward Calvin Kendall et Tadeusz Reichstein le prix Nobel de physiologie ou médecine de 1950.

## Biographie
Avec Edward Calvin Kendall à la Mayo Clinic, en 1948, il utilisa avec succès une hormone surrénale, connue plus tard sous le nom de cortisone, dans le traitement de la polyarthrite rhumatoïde. En 1949, il reçoit le prix Albert-Lasker pour la recherche médicale clinique. En 1950, Kendall, Tadeusz Reichstein et lui sont lauréats du prix Nobel de physiologie ou médecine « pour leurs découvertes sur les hormones du cortex des glandes surrénales, leur structure et leurs effets biologiques ». Leur travail sur les hormones corticosurrénales a abouti à l'isolement de la cortisone.